# 문화방송 제작 애니메이션 목록
문화방송 제작 애니메이션 일람은 문화방송에서 제작을 관여하여 월요일부터 목요일(또는 금요일)까지 방송하는 텔레비전 애니메이션의 목록을 나타낸 것이다.

## 1997년
- 영혼기병 라젠카
  - 방영 시간 : 월요일 오후 5시 15분 ~ 5시 45분(30분)
  - 방영 기간 : 1997년 11월 3일 ~ 1998년 1월 26일
  - 애니메이션 제작: 서울무비, 코코 엔터프라이즈
  - 화수: 전13화

## 1998년
- 바이오캅 윙고
  - 방영 시간 : 금요일 오후 5시 10분 ~ 5시 35분(25분)
  - 방영 기간 : 1998년 4월 24일 ~ 1998년 7월 24일
  - 애니메이션 제작: 링크 엔터프라이즈
  - 화수: 전14화

## 2000년
- 알렉스의 모험
  - 방영 시간 : 수요일 오후 5시 15분 ~ 5시 45분(30분)
  - 방영 기간 : 2000년
  - 애니메이션 제작: 애니매직 스튜디오
  - 화수: 전26화
- 귀여운 쪼꼬미
  - 방영 시간 : 수요일 오후 5시 15분 ~ 5시 45분(30분)
  - 방영 기간 : 2000년
  - 애니메이션 제작: 희원 엔터테인먼트
  - 화수: 전13화

## 2001년
- 가이스터즈
  - 방영 시간 : 금요일 오후 5시 20분 ~ 5시 50분(30분)
  - 방영 기간 2001년
  - 애니메이션 제작: 프레임 엔터테인먼트
  - 화수: 전26화
- 미래전사 런딤
  - 방영 시간 : 금요일 오후 5시 20분 ~ 5시 50분(30분)
  - 방영 기간 : 2001년
  - 애니메이션 제작: 디지털 드림 스튜디오
  - 화수: 전13화
- 지구조난자 마룬
  - 방영 시간 : 금요일 오후 4시 5분 ~ 4시 30분(25분)
  - 방영 기간 : 2001년
  - 애니메이션 제작: 애니매직 스튜디오
  - 화수: 전26화
- 기파이터 태랑
  - 방영 시간 : 수요일 오후 4시 30분 ~ 5시 (30분)
  - 방영 기간 : 2001년
  - 애니메이션 제작: 프로덕션 그라미
  - 화수: 전26화

## 2002년
- 쥬라기 원시전
  - 방영 시간 : 목요일 오후 4시 30분 ~ 5시(30분)
  - 방영 기간 : 2002년 9월 18일 ~ 2003년 1월 9일
  - 애니메이션 제작: 라온 픽쳐스
  - 화수: 전13화

## 2003년
- 열대펭귄 페닝
  - 방영 시간 : 화요일 오후 4시 30분 ~ 5시(30분)
  - 방영 기간 : 2003년
  - 애니메이션 제작: 디지털 드림 스튜디오
  - 화수: 전26화
- 스피어즈
  - 방영 시간 : 수요일 오후 4시 30분 ~ 5시(30분)
  - 방영 기간 : 2003년 7월 30일 ~ 2004년 1월 21일
  - 애니메이션 제작: 스튜디오 카브
  - 화수: 전26화

## 2004년
- 레카 삼국지
  - 방영 시간 : 월요일 오후 4시 30분 ~ 5시(30분)
  - 방영 기간 : 2004년 9월 6일 ~ 2005년 1월 10일
  - 애니메이션 제작: 드림 픽쳐스21
  - 화수: 전15화
- 별나라 수퍼 쭈리
  - 방영 시간 : 수요일 오후 4시 30분 ~ 5시(30분)
  - 방영 기간 : 2004년 10월 27일 ~ 2005년 5월 4일
  - 애니메이션 제작: 새롬 애니메이션, 한호흥업
  - 화수: 전26화
- 뚜루뚜루뚜 나롱이
  - 방영 시간 : 금요일 오후 5시 20분 ~ 5시 30분(10분)
  - 방영 기간 : 2004년 12월 24일 ~ 2005년 6월 17일
  - 애니메이션 제작: 스튜디오 카브
  - 화수: 전52화

## 2005년
- 이야기여행
  - 방영 시간 : 월요일 오후 4시 30분 ~ 5시(30분)
  - 방영 기간 : 2005년 7월 4일 ~ 2006년 8월 28일
  - 애니메이션 제작: 매직영상
  - 화수: 전104화
- 장금이의 꿈 1기
  - 방영 시간 : 수요일 오후 4시 30분 ~ 5시(30분)
  - 방영 기간 : 2005년 10월 29일 ~ 2006년 4월 26일
  - 애니메이션 제작: 희원 엔터테인먼트
  - 화수: 전26화
- 섀도우파이터
  - 방영 시간 : 목요일 오후 4시 30분 ~ 5시(30분)
  - 방영 기간 : 2005년 7월 7일 ~ 2006년 1월 12일
  - 애니메이션 제작: 옐로우 필름
  - 화수: 전26화

## 2006년
- 쾌걸롱맨 나롱이
  - 방영 시간 : 금요일 오후 5시 20분 ~ 5시 35분(15분)
  - 방영 기간 : 2006년 1월 13일 ~ 2007년 3월 9일
  - 애니메이션 제작: 스튜디오 카브
  - 화수: 전52화
- 동화 읽어주는 TV
  - 방영 시간 : 목요일 오후 4시 30분 ~ 5시(30분)
  - 방영 기간 : 2006년 1월 19일 ~ 4월 13일
  - 애니메이션 제작: 필름코리아
  - 화수: 전26화
- 포포의 이야기 나라
  - 방영 시간 : 목요일 오후 4시 30분 ~ 5시(30분)
  - 방영 기간 : 2006년 5월 25일 ~ 12월 14일
  - 애니메이션 제작: 컴펜
  - 화수: 전52화
- 세 나라 영웅전
  - 방영 시간 : 월요일 오후 4시 30분 ~ 5시(30분)
  - 방영 기간 : 2006년 9월 4일 ~ 2007년 5월 14일
  - 애니메이션 제작: 매직영상
  - 화수: 전26화
- 싸이킥스
  - 방영 시간 : 목요일 오후 4시 30분 ~ 5시(30분)
  - 방영 기간 : 2006년 12월 28일 ~ 2007년 7월 12일
  - 애니메이션 제작: 디지털테트라
  - 화수: 전26화

## 2007년
- 장금이의 꿈 2기
  - 방영 시간 : 화요일 오후 4시30분 ~ 5시(30분)
  - 방영 기간 : 2007년 3월 14일 ~ 9월 19일
  - 애니메이션 제작: 희원 엔터테인먼트
  - 화수: 전26화
- 먹티와 잼잼 1기
  - 방영 시간 : 화요일 오후 4시 30분 ~ 5시(30분)
  - 방영 기간 : 2007년 3월 6일 ~ 9월 11일
  - 애니메이션 제작: 비아이그룹
  - 화수: 전26화
- 르브바하프 왕국 재건설기
  - 방영 시간 : 월요일 오후 4시 30분 ~ 5시(30분)
  - 방영 기간 : 2007년 5월 21일 ~ 11월 26일
  - 애니메이션 제작: 스튜디오 카브
  - 화수: 전26화
- 트리팡 파이터
  - 방영 시간 : 금요일 오후 5시 20분 ~ 5시 35분(15분)
  - 방영 기간 : 2007년 3월 16일 ~ 9월 24일
  - 애니메이션 제작: 모비게이트
  - 화수: 전26화
- 짜장소녀 뿌까
  - 방영 시간 : 목요일 오후 4시 30분 ~ 5시(30분)
  - 방영 기간 : 2007년 7월 26일 ~ 2008년 5월 22일
  - 애니메이션 제작: Vooz
  - 화수: 전26화
- 페콜라
  - 방영 시간 : 목요일 오후 4시 45분 ~ 5시(15분)
  - 방영 기간 : 2007년 7월 26일 ~ 2008년 5월 22일
  - 애니메이션 제작: Milky Cartoon
  - 화수: 전39화
- 페이퍼 월드
  - 방영 시간 : 화요일 오후 4시 30분 ~ 5시(30분)
  - 방영 기간 : 2007년 9월 18일 ~ 2008년 4월 8일
  - 애니메이션 제작: 스튜디오 이븐
  - 화수: 전26화
- 한자왕 주몽
  - 방영 시간 : 월요일 오후 4시 30분 ~ 5시(30분)
  - 방영 기간 : 2007년 12월 10일 ~ 2008년 6월 30일
  - 애니메이션 제작: JEBC
  - 화수: 전26화

## 2008년
- 흑장미 부인의 문방구
  - 방영 시간 : 수요일 오후 4시 30분 ~ 5시(30분)
  - 방영 기간 : 2008년 1월 30일 ~ 2009년 3월 18일
  - 애니메이션 제작: 매직영상
  - 화수: 전26화
- 그리피
  - 방영 시간 : 목요일 오후 4시 30분 ~ 5시(30분)
  - 방영 기간 : 2008년 6월 5일 ~ 9월 11일
  - 애니메이션 제작: 킴스애니컴
  - 화수: 전13화
- 세계를 빛낸 어린위인들
  - 방영 시간 : 목요일 오후 4시 45분 ~ 5시(30분)
  - 방영 기간 : 2008년 6월 5일 ~ 12월 11일
  - 화수: 전26화
- 꼬치의 해양영웅탐험
  - 방영 시간 : 목요일 오후 4시 30분 ~ 5시(30분)
  - 방영 기간 : 2008년 7월 7일 ~ 10월 20일
- 칠칠단의 비밀
  - 방영 시간 : 목요일 오후 4시 30분 ~ 5시(30분)
  - 방영 기간 : 2008년 9월 18일 ~ 12월 4일
  - 애니메이션 제작: 매직영상
  - 화수: 전12화
- 슈퍼 슬레이
  - 방영 시간 : 월요일 오후 4시 30분 ~ 5시(30분)
  - 방영 기간 : 2008년 10월 27일 ~ 2009년 1월 19일
- 위대한 왕 세종
  - 방영 시간 : 화요일 오후 4시 30분 ~ 5시(30분)
  - 방영 기간 : 2008년 11월 11일 ~ 2009년 12월 9일
- 우리는 명탐정
  - 방영 시간 : 화요일 오후 4시 30분 ~ 5시(30분)
  - 방영 기간 : 2008년 12월 16일 ~ 2010년 2월 9일
  - 애니메이션 제작: 매직영상
  - 화수: 전52화

## 2009년
- 먹티와 잼잼 2기
  - 방영 시간 : 월요일 오후 4시 30분 ~ 5시(30분)
  - 방영 기간 : 2009년 2월 2일 ~ 2010년 3월 15일
- 동물나라 샤코롱
  - 방영 시간 : 수요일 오후 4시 30분 ~ 5시(30분)
  - 방영 기간 : 2009년 3월 25일 ~ 7월 1일
  - 애니메이션 제작: 매직영상
  - 화수: 전15화(30부)
- 천방지축 건.현.진
  - 방영 시간 : 목요일 오후 4시 30분 ~ 5시(30분)
  - 방영 기간 : 2009년 4월 30일 ~ 5월 7일
- 곰탱이와 함께하는 TV동화
  - 방영 시간 : 목요일 오후 4시 30분 ~ 5시(30분)
  - 방영 기간 : 2009년 5월 14일 ~ 8월 27일
- 은하의 일기
  - 방영 시간 : 수요일 오후 4시 30분 ~ 5시(30분)
  - 방영 기간 : 2009년 7월 8일 ~ 2010년 2월 17일
  - 애니메이션 제작: 매직영상
  - 화수: 전26화
- 슈퍼햄스밴드
  - 방영 시간 : 목요일 오후 4시 30분 ~ 5시(30분)
  - 방영 기간 : 2009년 9월 3일 ~ 2010년 4월 1일

## 2010년
- 바람이의 모험
  - 방영 시간 : 화요일 오후 4시 30분 ~ 5시(30분)
  - 방영 기간 : 2010년 2월 16일 ~ 2010년 8월 31일
  - 애니메이션 제작: 매직영상
  - 화수: 전26화
- 외계인 붐
  - 방영 시간 : 수요일 오후 4시 30분 ~ 5시(30분)
  - 방영 기간 : 2010년 2월 24일 ~ 2010년 10월 6일
- 보글보글 쿡 (제타 쟈니 테스트)
  - 방영 시간 : 월요일 오후 4시 40분 ~ 5시 15분(35분)
  - 방영 기간 : 2010년 3월 22일 ~ 2011년 5월 9일
- 벼리의 시간여행
  - 방영 시간 : 목요일 오후 4시 40분 ~ 5시(20분)
  - 방영 기간 : 2010년 4월 8일 ~ 2011년 6월 2일
  - 애니메이션 제작: 매직영상
  - 화수: 전52화
  - 비고 : 50화분은 수요일에 방영.
- 내 친구 자루
  - 방영 시간 : 월요일 ~ 목요일 오후 4시 30분 ~ 5시(30분)
  - 방영 기간 : 2010년 5월 17일 ~ 2010년 5월 27일
  - 애니메이션 제작: 매직영상
  - 화수: 전8화
  - 비고 : 주 4회 방송.
- 아랑의 노래
  - 방영 시간 : 월요일 ~ 목요일 오후 4시 30분 ~ 5시(30분)
  - 방영 기간 : 2010년 6월 21일 ~ 2010년 6월 25일
  - 비고 : 주 4회 방송.
- 금비공주와 호야의 천자무공
  - 방영 시간 : 화요일 오후 4시 40분 ~ 5시(20분)
  - 방영 기간 : 2010년 9월 7일 ~ 2011년 1월 11일
- 햄콩이 음악대
  - 방영 시간 : 수요일 오후 4시 40분 ~ 5시(20분)
  - 방영 기간 : 2010년 10월 13일 ~ 2011년 5월 18일

## 2011년
- 매직 테일즈
  - 방영 시간 : 화요일 오후 4시 40분 ~ 5시(20분)
  - 방영 기간 : 2011년 1월 18일 ~ 5월 24일
  - 비고 : 16화 및 21화 이후분은 수요일에 방영, 17화부터 20화까지 주 2회 방영(월 · 화).
- 싸이킥 히어로
  - 방영 시간 : 월요일, 화요일 오후 4시 30분 ~ 5시(30분)
  - 방영 기간 : 2011년 6월 13일 ~ 8월 30일
- 에그보이 코루
  - 방영 시간 : 목요일 오후 4시 30분 ~ 5시(30분)
  - 방영 기간 : 2011년 6월 9일 ~ 9월 15일
- 안녕 토토비
  - 방영 시간 : 수요일 오후 4시 30분 ~ 5시(30분)
  - 방영 기간 : 2011년 7월 20일 ~ 2013년 9월 25일
- 마법천자문(1기)
  - 방영 시간 : 월요일, 화요일 오후 4시 30분 ~ 5시(30분)
  - 방영 기간 : 2011년 9월 5일 ~ 12월 20일
- 보글보글 쿡 2
  - 방영 시간 : 목요일 오후 4시 30분 ~ 5시(30분)
  - 방영 기간 : 2011년 9월 22일 ~ 2012년 10월 4일
- 와라! 편의점
  - 방영 시간 : 월요일, 화요일 오후 4시 30분 ~ 5시(30분)
  - 방영 기간 : 2011년 12월 26일 ~ 2012년 3월 27일
  - 비고 : 웹툰을 원작으로 제작된 애니메이션.

## 2012년
- 로봇 알포
  - 방영 시간 : 월요일, 화요일 오후 4시 30분 ~ 5시(30분)
  - 방영 기간 : 2012년 4월 2일 ~ 7월 2일
- 키즈 CSI 과학수사대
  - 방영 시간 : 월요일 오후 3시 10분 ~ 3시 50분(40분)
  - 방영 기간 : 2012년 7월 9일 ~ 2014년 9월 15일
- 내사랑 뚱
  - 방영 시간 : 화요일 오후 4시 30분 ~ 5시(30분)
  - 방영 기간 : 2012년 7월 3일 ~ 2013년 1월 29일
- 아웅다웅 동화나라(1기)
  - 방영 시간 : 목요일 오후 4시 30분 ~ 5시(30분)
  - 방영 기간 : 2012년 10월 11일 ~ 2013년 4월 11일
  - 애니메이션 제작: 매직영상
  - 화수: 전104화

## 2013년
- 도비도비
  - 방영 시간 : 화요일 오후 3시 10분 ~ 3시 50분(40분)
  - 방영 기간 : 2013년 2월 5일 ~ 2014년 2월 11일
- 또르르 방울이 친구들
  - 방영 시간 : 목요일 오후 4시 30분 ~ 5시(30분)
  - 방영 기간 : 2013년 4월 18일 ~ 2013년 11월 14일
- 라이스 맨
  - 방영 시간 : 수요일 오후 3시 10분 ~ 3시 50분(40분)
  - 방영 기간 : 2013년 10월 2일 ~ 2014년 4월 30일
- 보글 쿡 원정대
  - 방영 시간 : 목요일 오후 3시 10분 ~ 3시 50분(40분)
  - 방영 기간 : 2013년 11월 21일 ~ 2015년 1월 29일

## 2014년
- 수빈 스토리(1기)
  - 방영 시간 : 화요일 오후 3시 30분 ~ 4시 10분(40분)
  - 방영 기간 : 2014년 2월 24일 ~ 2014년 6월 24일
  - 화수: 전16화
- 응까 소나타
  - 방영 시간 : 수요일 오후 3시 30분 ~ 4시 10분(40분)
  - 방영 기간 : 2014년 5월 7일 ~ 2014년 12월 3일
- 아웅다웅 동화나라(2기)
  - 방영 시간 : 목요일 오후 3시 30분 ~ 4시 10분(40분)
  - 방영 기간 : 2014년 7월 1일 ~ 2015년 1월 20일
  - 애니메이션 제작: 매직영상
  - 화수: 전26화
- 내 사랑 뚱(2기)
  - 방영 시간 : 월요일 오후 3시 10분 ~ 3시 50분(40분)
  - 방영 기간 : 2014년 9월 29일 ~ 2015년 4월 6일
  - 화수: 전26화
- 과학마술단
  - 방영 시간 : 수요일 오후 3시 10분 ~ 3시 50분(40분)
  - 방영 기간 : 2014년 12월 10일 ~ 2015년 6월 24일
  - 화수: 전26화

## 2015년
- 바다의 금동이
  - 방영 시간 : 화요일 오후 3시 10분 ~ 3시 40분(30분)
  - 방영 기간 : 2015년 1월 27일 ~ 2015년 7월 29일
  - 애니메이션 제작: 매직영상
  - 화수: 전26화
- 보름달 공장
  - 방영 시간 : 목요일 오후 3시 10분 ~ 3시 40분(30분)
  - 방영 기간 : 2015년 2월 5일 ~ 2015년 7월 31일
  - 화수: 전26화
- 타스의 풀이풀이 사자성어(1기)
  - 방영 시간 : 월요일 오후 3시 10분 ~ 3시 40분(30분)
  - 방영 기간 : 2015년 4월 13일 ~ 2016년 5월 23일
  - 화수: 전52화
- 꼬마돌 도도
  - 방영 시간 : 화요일 오후 3시 10분 ~ 3시 40분(30분)
  - 방영 기간 : 2015년 6월 30일 ~ 2016년 1월 5일
  - 화수: 전27화
- 마법천자문(2기)
  - 방영 시간 : 수요일 오후 3시 10분 ~ 3시 40분(30분)
  - 방영 기간 : 2015년 8월 12일 ~ 11월 11일
  - 화수: 전26화
- 프리파라(1기)
  - 방영 시간 : 목요일 오후 3시 55분 ~ 4시 25분(30분)
  - 방영 기간 : 2015년 11월 12일 ~ 2016년 3월 31일
  - 화수: 전38화

## 2016년
- 타스의 풀이풀이 사자성어(2기)
  - 방영 시간 : 월요일 오후 3시 10분 ~ 3시 50분(40분)
  - 방영 기간 : 2016년 1월 4일 ~ 5월 23일
- 아빠 어릴 적엔
  - 방영 시간 : 화요일 오후 3시 10분 ~ 3시 50분(40분)
  - 방영 기간 : 2016년 1월 12일 ~ 2016년 12월 30일
- 모두모두 쇼
  - 방영 시간 : 수요일 오후 3시 10분 ~ 3시 50분(40분)
  - 방영 기간 : 2016년 4월 20일 ~ 10월 16일
- 파워배틀 와치카(1기)
  - 방영 시간 : 화요일 오후 3시 10분 ~ 3시 50분(40분)
  - 방영 기간 : 2016년 4월 7일 ~ 2016년 7월 7일
- 깨미 탐험대
  - 방영 시간 : 월요일 오후 3시 55분 ~ 4시 25분(30분)
  - 방영 기간 : 2016년 6월 13일 ~ 12월 12일
  - 화수: 전27화
- 파워배틀 와치카(2기)
  - 방영 시간 : 화요일 오후 3시 10분 ~ 3시 50분(40분)
  - 방영 기간 : 2016년 8월 23일 ~ 2016년 11월 15일
- 프리파라(2기)
  - 방영 시간 : 수요일 오후 3시 55분 ~ 4시 25분(30분)
  - 방영 기간 : 2016년 10월 26일 ~ 2017년 11월 22일
- 내일은 언제나 푸름
  - 방영 시간 : 수요일 오후 3시 55분 ~ 4시 25분(30분)
  - 방영 기간 : 2016년 11월 3일 ~ 2017년 7월 6일
  - 애니메이션 제작: 매직영상, 주식회사 채널봄
  - 화수: 전26화
- 내친구 마카다
  - 방영 시간 : 월요일 오후 3시 55분 ~ 4시 25분(30분)
  - 방영 기간 : 2016년 12월 19일 ~ 2017년 6월 26일
  - 애니메이션 제작: 케이 프로덕션
  - 화수: 전26화

## 2017년
- 지오메카 비스트가디언(1기)
  - 방영 시간 : 월요일 오후 2시 55분 ~ 3시 25분(30분)
  - 방영 기간 : 2017년 7월 3일 ~ 9월 25일
  - 화수: 전13화
- 수빈 스토리(2기)
  - 방영 시간 : 화요일 오후 2시 55분 ~ 3시 25분(30분)
  - 방영 기간 : 2017년 5월 30일 ~ 11월 7일
  - 화수: 전13화
- 뽀글아 사랑해
  - 방영 시간 : 목요일 오후 2시 55분 ~ 3시 25분(30분)
  - 방영 기간 : 2017년 7월 13일 ~ 2018년 1월 11일
  - 화수: 전26화
- 샤이닝 스타
  - 방영 시간 : 월요일 오후 2시 25분 ~ 2시 55분(30분)
  - 방영 기간 : 2017년 10월 16일 ~ 2018년 12월 3일
  - 애니메이션 제작: 마로스튜디오
  - 화수: 전52화
- 지오메카 캡틴다이노(2기)
  - 방영 시간 : 화요일 오후 2시 25분 ~ 2시 55분(30분)
  - 방영 기간 : 2017년 11월 28일 ~ 2018년 3월 7일
  - 화수: 전13화

## 2018년
- 에어로버(1기)
  - 방영 시간 : 목요일 오후 3시 25분 ~ 3시 55분(30분)
  - 방영 기간 : 2018년 1월 18일 ~ 5월 3일
  - 애니메이션 제작: 픽셔너리 아트팩토리
  - 화수: 전13화
- 프리파라(3기)
  - 방영 시간 : 화요일 오후 3시 25분 ~ 3시 55분(30분)
  - 방영 기간 : 2018년 1월 30일 ~ 2019년 1월 22일
  - 화수: 전51화
- 판다랑
  - 방영 시간 : 수요일 → 목요일 오후 3시 25분 ~ 3시 55분(30분)
  - 방영 기간 : 2018년 3월 14일 ~ 5월 2일 → 5월 24일 ~ 10월 25일
- 에어로버(2기)
  - 방영 시간 : 수요일 오후 3시 25분 ~ 3시 55분(30분)
  - 방영 기간 : 2018년 9월 5일 ~ 12월 19일
  - 애니메이션 제작: 픽셔너리 아트팩토리
  - 화수: 전13화
- BBB 삼총사의 모험
  - 방영 시간 : 목요일 오후 3시 25분 ~ 3시 55분(30분)
  - 방영 기간 : 2018년 11월 1일 ~ 2020년 3월 11일
- 뿌까
  - 방영 시간 : 월요일 오후 3시 25분 ~ 3시 55분(30분)
  - 방영 기간 : 2018년 12월 10일 ~
- 꼬마돌 도도(2기)
  - 방영 시간 : 수요일 오후 3시 25분 ~ 3시 55분(30분)
  - 방영 기간 : 2018년 12월 26일 ~

## 2019년
- 호기심대장 카토
  - 방영 시간 : 월요일 오후 12시 20분 ~ 12시 50분(30분)
  - 방영 기간 : 2019년 11월 21일 ~ 현재
  - 화수 : 전 26화

- 빠샤메카드 S
  - 방영 시간 : 화요일 오후 12시 20분 ~ 12시 50분(30분)
  - 방영 기간 : 2019년 9월 12일 ~ 2020년 4월 7일
  - 화수 : 전 26화
  - 애니메이션 제작 : 초이락컨텐츠팩토리

## 2020년
- 벅스봇 이그니션 part2
  - 방영시간 : 수요일 오후 12시 20분 ~ 12시 50분
  - 방영기간 : 2020년 3월 18일 ~ 종료
  - 화수 : 전 26화
  - 애니메이션 제작 : 칵테일 미디어

- 반짝이는 프리☆채널
  - 방영 시간 : 목요일 오후 12시 20분 ~ 12시 50분(30분)
  - 방영 기간 : 2020년 2월 27일 ~ 현재
  - 화수 : 전 51화(시즌1 기준)
  - 애니메이션 제작 : 프리채널 제작위원회

## 2021년
- 반짝이는 프리☆채널 (2기)
  - 방영 시간 : 금요일 오후 1시 20분 ~ 1시 50분(30분)
  - 방영 기간 : 2021년 3월 18일 ~ 2022년 3월 25일
  - 화수 : 전 51화(시즌2 기준)
  - 애니메이션 제작 : 프리채널 제작위원회

## 2022년
- 반짝이는 프리☆채널 (3기)
  - 방영 시간 : 목요일 오전 11시 30분 ~ 12시(30분)
  - 방영 기간 : 2022년 3월 31일 ~ 2023년 4월 18일
  - 화수 : 전 51화(시즌3 기준)
  - 애니메이션 제작 : 프리채널 제작위원회

- 와츄 프리매직
  - 방영 시간 : 월요일 오전 11시 30분 ~ 12시(30분)
  - 방영 기간 : 2022년 10월 17일 ~ 현재
  - 화수 : 전 51화
  - 애니메이션 제작 : 프리매직 제작위원회

- 메카드볼 메가
  - 방영 시간 : 토요일 오전 8시 ~ 8시 20분(20분)
  - 방영 기간 : 2022년 11월 5일 ~ 2023년 5월 6일
  - 화수 : 전 26화
  - 애니메이션 제작 : 초이락컨텐츠컴퍼니

## 2023년
- 크리켓팡 (2기) 
  - 방영 시간 : 금요일 오전 11시 45분 ~ 종료
  - 방영 기간 : 2023년 1월 13일 ~ 9월 15일
  - 화수 : 전 26화

- 샤이닝 스타 (2기)
  - 방영 시간 : 화요일 오전 11시 30분 ~ 12시(30분)
  - 방영 기간 : 2023년 4월 25일 ~ 현재
  - 애니메이션 제작 : 마로스튜디오

- 빠샤메카드 (2기)
  - 방영 시간 : 금요일 오전 11시 30분 ~ 12시(30분)
  - 방영 기간 : 2023년 4월 28일 ~ 현재
  - 애니메이션 제작 : 초이락컨텐츠팩토리
  - 화수 : 전 26화

- 에어로버 (3기)
  - 방영 시간 : 목요일 오전 11시 30분 ~ 12시(30분)
  - 방영 기간 : 2023년 4월 27일 ~ 현재
  - 화수 : 전 26화

- 슈퍼스타 로미
  - 방영 시간 : 토요일 오전 8시 ~ 8시 30분(30분)
  - 방영 기간 : 2023년 6월 3일 ~ 현재
  - 화수 : 전 11화

## 2024년
- 비밀의 아이프리